# Биагота
Биагота е чешка княгиня, съпруга на Пшемисловския херцог (дук) на Бохемия Болеслав I Страшни. Въз основа на надписите на латински: BIAGOTA CONIVNX (съпруга Биагота), открити на единични археологични находки (монети) се смята, че именно тя е съпруга на чешкия владетел. Името ѝ сочи славянски произход, като без да имат преки доказателства авторите предполагат, че става дума за династичен брак, сродяващ Пшемисловските херцози с Българското царство на Петър I.